# Eduardo Delani
Eduardo Delani Santos Leite ou apenas Delani (Brasília, 3 de novembro de 1981) é um ex-futebolista brasileiro que atuava como meio-campista.

## Biografia
Delani é muito conhecido por ser primo dos jogadores Digão e Kaká, que chegou a vencer o prêmio de melhor jogador do mundo.

## Carreira

### Cruzeiro
Atuou no Cruzeiro, como meio-campista entre 1999 e 2002.

### Marília
Após a passagem pelo Cruzeiro, iniciou um contrato com o Marília, time do interior do estado de São Paulo.

### Botafogo
Após a passagem pelo Marília, Delani mudou para o Rio de Janeiro, onde atuou pelo Botafogo.

### Halmstads Bollklubb
Com a passagem no Botafogo, ganhou maior visibilidade para o futebol da Europa, onde atuou no clube sueco, Halmstads BK em 2005.[carece de fontes?] Tornou-se o primeiro brasileiro à atuar pelo clube da Suécia.
Delani disputou a Copa da UEFA de 2005–06 e entrou para a história do clube quando em Portugal desclassificaram o gigante português Sporting na fase eliminatória, e se classificaram para a fase de grupos da competição.

### CRB
O jogador voltou ao Brasil para atuar pelo CRB por um curto período de tempo.

### Vejle
Permaneceu pouco tempo no CRB, até voltar a Europa, desta vez na Escandinávia, quando assinou com o Vejle, da Dinamarca, em 2007.

### Guangzhou Evergrande
Depois de três temporadas na Dinamarca, Delani se transferiu pra a China, onde veio a atuar pelo Guangzhou Evergrande, onde conseguiu o acesso para a primeira divisão, sendo campeão.

### Viborg FF
Após a passagem pelo futebol chinês, Delani retornou ao futebol dinamarquês atuando pelo Viborg FF, clube onde encerrou sua carreira no ano de 2012.

## Títulos
.Guangzhou Evergrande
- Primeira Liga Chinesa: 2010